# Cova des Bufador de Son Berenguer
La Cova des Bufador de Son Berenguer és una cavitat natural situada a la possessió de Son Berenguer dins el terme municipal de Santa Maria del Camí, a la galta esquerra del comellar des Forn de Calç, amb l'entrada orientada a Llevant.

## Descoberta
De temps antic es tenia coneixement d'unes grans coves dins Son Berenguer. En el lloc on es troba l'entrada hi havia un "bufador" on es podia constatar un potent corrent d'aire. El descobriment no es va produir fins al 6 d'abril de 1953. Tot apunta que la primera exploració la va dur a terme un grup d'espeleòlegs catalans, membres del Grup d'Exploracions Subterrànies (GES) de la Societat de Ciències Naturals del C.M. de Barcelona. Aquests espeleòlegs demanaren a l'amo de la possessió si coneixia qualque cavitat per explorar i ell els indicà "es Bufador". Un cop superat l'estret passatge d'accés arribaren a una gran sala farcida d'intactes i nombroses formacions calcàries. La premsa local se'n va fer ressò Es va engrandir el forat d'accés el mateix estiu de 1953.

## Origen i formació
Es tracta d'una gran cavitat de desenvolupament pràcticament horitzontal, però amb un rost acusat en el terç final. Pel que fa al seu origen sembla, segons Gabriel Santandreu, que s'han barrejat diversos processos de cavernament. Per una banda hi ha un gran rost descendent que ha evolucionat a favor d'una potent junta d'estratificació, la qual ha donat lloc a espais buits. Més tard la cova ha patit un intens procés de reconstrucció calcària que té la seva expressió en forma de colades parietals i pavimentàries.

## Descripció de les coves
No lluny de l'entrada hi ha la "sala des rem" i la "sala de ses cebes", amb noms que fan al·lusió als vistosos espeleotemes que s'observen. De camí cap a la part més profunda hi ha un conjunt de grans columnes, colades i massissos estalagmítics de gran bellesa. A mesura que s'avança per la galeria principal la sala obté volum i dimensions. En un dels costers hi ha una sèrie de racons ornamentats amb conjunts d'estalagmites i columnes. En algun lloc s'hi poden observar trencadisses fruit d'actes vandàlics, però en els amagats racons s'hi veuen els vertaders encisos de la cova: estances i galeries, farcides d'espectaculars formacions, entre les quals destaca un apreciable bosc d'estalagmites.

## Troballes paleontològiques
En les primeres exploracions aparegueren importants restes òssies barrejades amb sediments o a encletxes rocoses, corresponents a Myotragus balearicus. L'estudi i interpretació d'aquests materials ha permès conèixer millor la història de la presència d'aquest mamífer propi de les Illes Balears.